# The Phantom Ship (film, 1936)
The Phantom Ship est un cartoon, réalisé par Jack King et sorti en 1936, qui met en scène Beans le chat.